# Kroongetuige
Kroongetuige kan twee dingen betekenen:
1. de voornaamste getuige in een zaak; of
2. een getuige die zelf een verdachte is, maar die bereid is om in ruil voor een beloning een verklaring tegen een of meer andere verdachten af te leggen.

De rest van dit artikel gaat over de tweede betekenis.

## Beloning

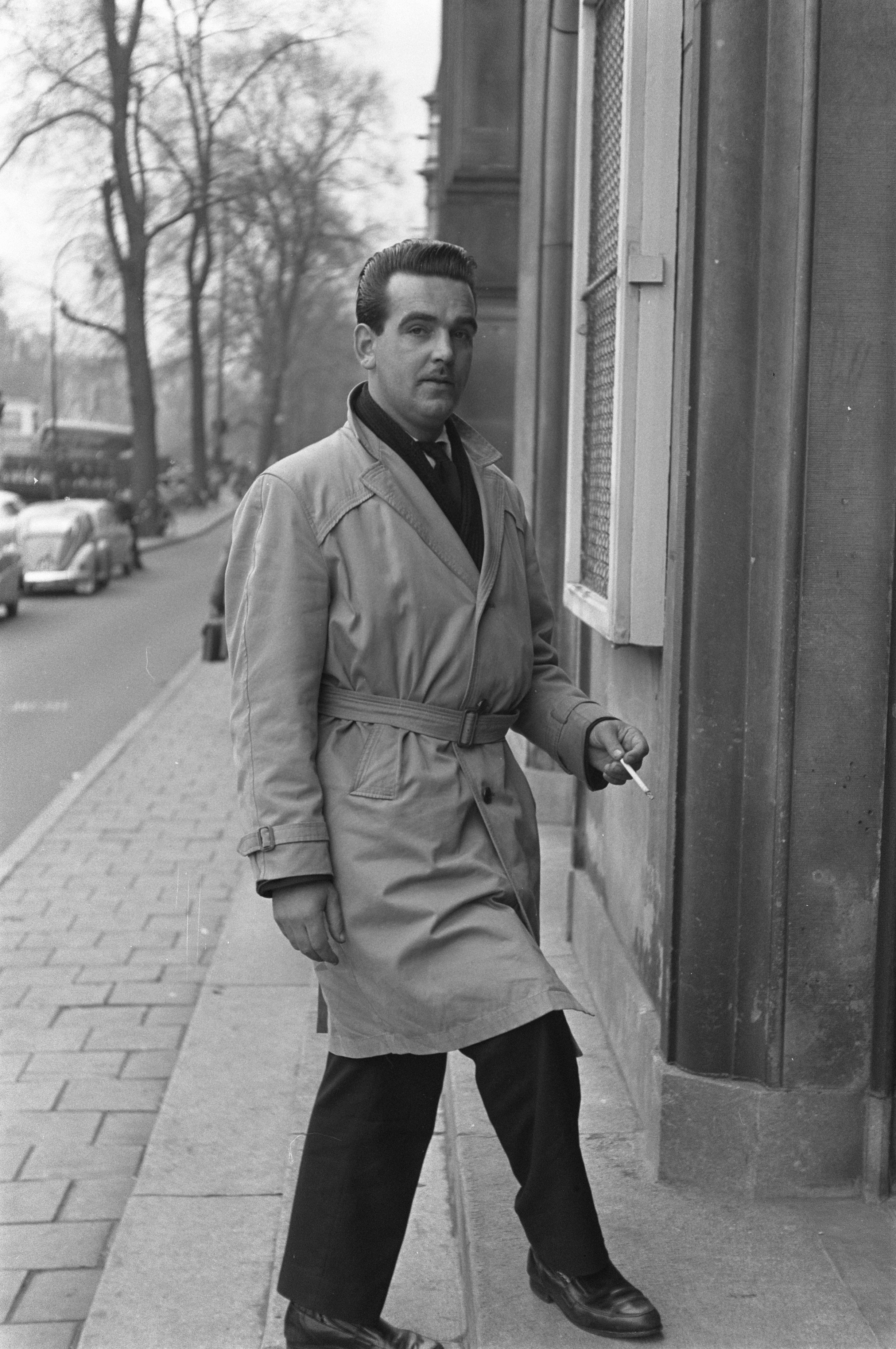
A. van Riek, kroongetuige in de zaak-Magere Josje (1959)

De beloning voor een kroongetuige houdt vaak in dat strafvermindering wordt toegezegd. Volledige immuniteit kan binnen het Nederlandse rechtssysteem geen tegenprestatie voor de belastende verklaring zijn. Een andere vorm van beloning is dat de anonimiteit van de getuige wordt gegarandeerd; dit is met name van toepassing in situaties waar het leven van de getuige in gevaar kan komen wanneer hij of zij in de publiciteit komt.

## Bezwaar
Een belangrijk bezwaar tegen het gebruik van kroongetuigen is de mogelijke onbetrouwbaarheid; de kroongetuige is immers een (mogelijke) misdadiger, die op deze manier ook nog eens zijn straf geheel of gedeeltelijk (afhankelijk van de rechtsregels in het desbetreffende land) kan ontlopen. Van kroongetuigen wordt dan ook vooral gebruik gemaakt wanneer deze doorslaggevende informatie kunnen verschaffen. In de praktijk vindt altijd een zorgvuldige toetsing plaats voordat wordt besloten om een getuige als kroongetuige te gebruiken.

## Risico's
Het inzetten van kroongetuigen brengt soms risico's met zich mee volgens de Nederlandse politie en het Openbaar Ministerie. In de zaak-Marengo werden de broer, advocaat en vertrouwenspersoon van de kroongetuige geliquideerd.

## Geschiedenis
In de Verenigde Staten ging in 1970 al het zogenaamde Witness Protection Program van start. Dit programma biedt getuigen - vaak kroongetuigen - de mogelijkheid om een nieuwe identiteit aan te nemen na het afleggen van een belastende verklaring. Zelfs aan moordenaars kan volgens dit programma in ruil voor een verklaring immuniteit worden gegarandeerd.
Op 25 januari 1994 kwam minister van Justitie Hirsch Ballin in de Tweede Kamer met een voorstel voor een regeling voor kroongetuigen, als alternatief voor het werken met burgerinfiltranten, een strategie die in de IRT-affaire ongewenste effecten zou hebben gehad. Het eerste gebruik van kroongetuigen in het Nederlandse rechtssysteem dateert van februari van dat jaar. Pas nadat het Openbaar Ministerie - na toestemming van de Hoge Raad- aan een drugsdealer had toegezegd dat hij niet voor een opiumdelict zou worden vervolgd, gaf deze zijn verklaring af in de zaak rond twee van corruptie beschuldigde agenten op Sint Maarten.
Later in 1994 trad ook de Wet getuigenbescherming in werking, die getuigen de mogelijkheid biedt om in beperkte of volledige anonimiteit belastende verklaringen af te leggen.
De kroongetuige lijkt sindsdien geleidelijk in Nederland te worden geaccepteerd. Met de richtlijn "Afspraken met criminelen" uit maart 1997 en het daarop volgende wetsvoorstel uit 1998 over de toezeggingen aan getuigen in strafzaken werd geprobeerd de kroongetuige een plaats te geven in het Nederlandse strafproces. Op 1 april 2006 trad de wet Toezeggingen aan Getuigen in Strafzaken in werking, waardoor de kroongetuige eindelijk volledig lijkt opgenomen in het Nederlandse strafrecht. In 2021 zijn er twee strafzaken waarin een kroongetuige een belangrijke rol speelt: Marengo en Eris.